# Eerste Kamerverkiezingen 2011/Kandidatenlijst/PvdA
De kandidatenlijst voor de Eerste Kamerverkiezingen 2011 van de PvdA werd als volgt vastgesteld:

## Lijst
1. Marleen Barth
2. Kim Putters
3. Pauline Meurs
4. Klaas de Vries
5. Guusje ter Horst
6. Han Noten
7. Jannette Beuving
8. Ruud Koole
9. Joyce Sylvester
10. Nico Schrijver
11. Marijke Linthorst
12. Adri Duivesteijn
13. Esther-Mirjam Sent
14. André Postema
15. Janny Vlietstra
16. Willem Witteveen
17. Anne Koning
18. Wouter van Zandbrink
19. Flora Goudappel
20. Pieter Daniel Smidt van Gelder
21. Wilma Brouwer
22. Ruud Schouwaert
23. Ineke Ketelaar
24. Michiel Hardon
25. Martien Branderhorst
26. Alper Tekin Erdogan
27. Marijke Drees
28. Kees van Paridon

1946 · 1948 · 1951 · 1952 · 1955 · 1956 (I) · 1956 (II) · 1960 · 1963 · 1966 · 1969 · 1971 · 1974 · 1977 · 1980 · 1981 · 1983 · 1986 · 1987 · 1991 · 1995 · 1999 · 2003 · 2007 · 2011 · 2015 · 2019 · 2023